# Kevin Schindler
Kevin Schindler született Delmenhorst 1988. május 21-én német labdarúgó, aki csatárként az SV Wehen Wiesbaden csapatában játszik.